# Sári József
Sári József (Lenti, 1935. június 23. –)  Kossuth- és Erkel-díjas magyar zeneszerző.

## Pályája
Miután 1953-ban befejezte középiskolai tanulmányait, 1954-ben a Liszt Ferenc Zeneművészeti Főiskola hallgatója lett. Zeneszerzést Szervánszky Endrénél, karvezetést pedig Vásárhelyi Zoltánnál tanult, és 1962-ben diplomázott. Ezt követően zeneiskolai tanárként, zongorakísérőként, kamarazenekar-vezetőként dolgozott, valamint országszerte zenei ismeretterjesztő előadásokat tartott.
1971-től a Német Szövetségi Köztársaságban dolgozott szabadfoglalkozású zeneszerzőként, saját műveinek előadójaként (karmester, zongorista), magán zenetanárként, és zenei írásokat tett közzé. 1984-ben tért haza Magyarországra, és a Bartók Béla Zeneművészeti Szakközépiskola és Gimnáziumban és a Liszt Ferenc Zeneművészeti Főiskola tanárképző tagozatán, majd a Zeneakadémián tanított zeneelméletet. 1992 és 1997 között a zeneelmélet tanszék vezetője volt. 1997-ben habilitált, ezután egyetemi tanári kinevezést kapott. A Magyar Rádió kortárszenei lektora volt, a Zeneakadémián a Mestertestület elnöke, és több éven át volt a 20. századi Zenei Praxis nevű szakkollégium vezetője. 1998-ban a Széchenyi Irodalmi és Művészeti Akadémia rendes tagja lett.
2000 és 2001 között az Internationales Künstlerhaus Villa Concordia ösztöndíjasa volt Bambergben, 2001-ben az Universität für Musik Wien Sommerakademie zeneszerzés mesterkurzusán vendégprofesszor volt Reichenauban. 2005-ben a finnországi Korsholm-fesztivál rezidens komponistája volt. Sári műveit a hazai előadók mellett gyakran tűzik műsorukra külföldi művészek is. Szerzeményei többször is szerepeltek a Tribune International Paris és az IGNM (Új Zene Nemzetközi Társasága) rendezvényein. Több darabját külföldi felkérésre írta. Az utóbbi években például giesseni megrendelésre készült Leoniden című darabja, amelyet a giesseni színház zenekara mutatott be 2004-ben. A finnországi Kornsholm Music Festival számára írta 2005-ben a Kornsholm Concertino című művét, 2008-ban pedig a Der Hutmacher (A kalaposmester) című operáját mutatták be Regensburgban.
Szerzeményeit az Editio Musica Budapest, a Bärenteiter, az Akkord, a Ricordi és Accent kiadó jelentette meg nyomtatásban, művei közül több mint negyven jelent meg CD-n a Hungaroton, a Fonó Records és a BMC Records kiadásában.

## Zenéjéről
Zenéjét számos kortárs méltatta. Ulrich Dibelius zenekritikus például ezt írta: „Különösen szembeötlő eredeti ritmikai világa, aszimmetria iránti hajlama, amely zenéjének alapvető feszültségforrása. Éles szelleme más zenei paraméterek speciális használatában is megnyilvánul, például a motívumrendszer és a dinamika kezelésében, valamint a zenei folyamat eseménysűrűségének váltakoztatásában. Egészében véve a zeneszerzői mérlegelés és az ösztönös kreatív energiának ötvözetét figyelhetjük meg Sári Józsefnél. Mindezek, sajátos arculatot kölcsönöznek zenéjének.” Franz Hummel német zeneszerző szerint „…Sári Józsefet választékos zenei nyelvezete és szellemi kompetenciája a modern zenei élet legizgalmasabb személyiségei közé emeli… Sári esztétikai látásmódja összeköti a konstrukciót és struktúrát az egyéniség szabad beszédmódjával, a számok mágiáját a zenei gondolatok hangzó valóságával.”

## Díjai
- Internationaler Arbeitkreis für Musik (Kassel) zeneszerzés verseny I. díj (1984)
- Bärenreiter Hausmusik Preis (Kassel) díj (1985)
- Erkel Ferenc-díj (1991)
- Bartók–Pásztory-díj (1995, 2005)
- Érdemes művész (1998)
- Artisjus-díj (2004) Sonnenfinsternis – Négy zenekari kommentár című művéért
- Kossuth-díj (2009)
- Artisjus-díj Az év komolyzenei műve (2015)[1] Novellette No. 4/b klarinétra című művéért

## Művei (keletkezési sorrendben)
- 1958 Hat zongoradarab
- 1962 Jő a pirkadás – kantáta
- 1964 Öt könnyű duó – két hegedűre
- 1965 Két intermezzo – Kosztolányi Dezső verseire; tenor, klarinét, gordonka
- 1965 Két dal – Szabó Lőrinc verseire; ének- és kamaraegyüttes
- 1966 Eső – Fésűs Éva versére; egynemű karra
- 1967 Tíz kánon – a szerző szövegére; egynemű énekhangokra
- 1967 Öt gyermekdal – Weöres Sándor verseire; szoprán, zongora
- 1968 Stati – klarinétra
- 1968 Episodi – zongorára
- 1968 Meditazione – fagott, zongora
- 1968 Mise – In memoriam my Father – vegyeskar, orgona
- 1968 egynemű kar – Ligeti Károly és Juhász Gyula szövegére
- 1969 Divertimento – ifjúsági zenekarra
- 1970 Contemplazione – fuvola, zongora
- 1971 Diaphonia – zenekarra
- 1971 Acciacature – orgonára
- 1972 Movimento Cromatico Dissimulato – fuvola, zongora, ütő
- 1972 Pezzo Spregiudicato – oboa, klarinét, fagott
- 1972 Capriccio Disciplinato – gordonka, zongora
- 1973 Integrazioni – zenekarra
- 1974 Fossilien- vonószenekarra
- 1975 Vonósnégyes
- 1976 Sechs Bagatellen – gitárra
- 1977 Variazioni Immaginarie – zongorára
- 1977 Nyolc könnyű karakterdarab – gitárra
- 1978 Három dragonyos kockajáték közben – trió hegedűre, gordonkára és zongorára
- 1978 Szimbólumok – harsona szóló és kamaraegyüttes
- 1979 Praeludium, Interludium, Postludium – zongorára
- 1980 Mozaikok – két zongorára
- 1980 Signa Malmai – gitárra
- 1981 Novellette – kürtre
- 1981 Öt hangmodell – zongora és kamaraegyüttes
- 1981 Kilenc miniatűr – zongorára, négy kézre
- 1981 Pillanatképek – zongorára
- 1982 Ghiribizzi – zongorára
- 1982 Frag-mente – a szerző német szövegével, énekhangra és hegedűre
- 1982 Lépésről lépésre – Andreának – zongorára, négy kézre
- 1982 Xylographie – zongorára, négy kézre
- 1982 Verfremdete Zitate – zongora és hangszalag
- 1983 A kilenc törpe – zongorára
- 1983 Sophie et ses amis – zongora és kamaraegyüttes
- 1983 Biciniumok – két hegedűre
- 1983 Axióma – kánon négy dallamhangszerre
- 1983 Búcsú Glenn Gouldtól – két kánon négy dallamhangszerre
- 1983 Parabola – hegedűre
- 1983 Időmalom, avagy a kánon művészete No. 1–4. – három dallamhangszerre, No. 5–8. – négy dallamhangszerre
- 1985 Sul Tasto – zongorára
- 1985 Nyolc duó – két cimbalomra
- 1986 Három etűd – gitár vagy cimbalom
- 1987 Három könnyű trió – két hegedű, gordonka
- 1988 Konstantin álma – fuvola, orgona
- 1988 Jelenetek – két fuvola
- 1989 Ballada – hegedű, zongora
- 1989 Megkésett levelek – cimbalomra
- 1989 Hat epigramma – kánon három vagy négy dallamhangszerre
- 1989 Arion éneke – fuvola vagy három fuvola és basszusfuvola
- 1990 Attribútumok – kamarazenekarra
- 1990 Négy invokáció – két cimbalomra, vagy két hegedűre, vagy két vibrafonra
- 1990 Echóhoz – fuvola, vagy öt-kilenc fuvola
- 1991 Ananta – harsonára
- 1991 Isis panasza – négy gitárra vagy gitárzenekarra
- 1992 Concertino – zenekarra
- 1992 A Delfin útja – azonos az Arion éneke basszusfuvola-szólamával
- 1992 Négy invenció – zongora
- 1992 Hat paragramma – zongora
- 1993 Alleluia – vegyeskarra
- 1994 Praeambulum – kamaramű
- 1994 Hajnal – fuvolára és cimbalomra vagy gitárra
- 1994 Diachronie – két cimbalomra
- 1995 Benedictus es, Domine – vegyeskarra
- 1995 Hommage a Soledad – fuvolára
- 1995 Zenith – kettős vonószenekarra
- 1995 Don Genaro átváltozásai – rézfúvós szeptettre
- 1995 Legenda – fuvolára
- 1995 Főnix ébredése – gitárzenekarra
- 1996 Éjszaka – Kemény István versére; szoprán és kamaraegyüttes
- 1996 Két hommage – kamaramű
- 1996 Hat fanfár – három trombitára
- 1996 Rege – zenekarra
- 1996 Kérdések Hillélhez – kamaraegyüttesre
- 1996 Nászzene – fuvolakettősre
- 1996 Három hommage
  - No. 1 Hommage à András Szőllősy – fuvola, klarinét
  - No. 2 Az éjszaka fényei – Hommage à András Horn – fuvola, klarinét
  - No. 3 Varázs – Hommage à Dr. Géza Kovács – piccolo, nagybőgő
- 1997 Párhuzamosok, melyek a végtelen előtt találkoznak – fuvola, vonószenekar
- 1997 Láncolatok – trombita, cimbalom
- 1997 Es Ist Vollendet… – in memoriam Sándor Végh – rézfúvós kvintett
- 1998 Con Spirito – zenekarra
- 1998 Poco a poco… – trombita, hárfa és hangszalag
- 1998 …ma non troppo – orgonára
- 1999 Sonnenfinsternis – opera
- 1999–2001 Három Goethe-dal – ének, zongora
- 2000 Mandala – Dukay Barnabás 50. születésnapjára – vonószenekarra
- 2000 Concordia – cimbalomra és vonószenekarra
- 2000 Inkantation – cimbalom, ütőhangszerek
- 2001 Dyaden – két klarinétra
- 2001 Valet – in memoriam Endre Szervánszky klarinétra és vonósnégyesre
- 2001 Novellette No. 2 – oboára
- 2001 Három Goethe-dal
- 2001 Valet – szólóklarinétra
- 2002 Sonnenfinsternis – négy zenekari kommentár
- 2002 Hajnal – fuvolára és gitárra
- 2002 Novellette No. 3 – harsonára
- 2002 Novellette No. 4a – fagottra
- 2002 Novellette No. 4b – klarinétra
- 2003 Tractatus – zongorára
- 2003 Novellette No. 5 – zongorára
- 2003 Impetus – fuvolára
- 2003 In Memoriam T.E. – két fuvolára
- 2003 Nászzene – klarinétkettősre,
- 2003 Nászzene – két klarinétra és fagottra
- 2003 Concordia – vibrafonra és fúvósötösre – kamaramű
- 2003 Concordia – cimbalomra és fúvósötösre – kamaramű
- 2004 Leoniden – cimbalom, zenekar
- 2004 Sententiola – klarinét
- 2004 Korsholm Concertino – kamarazenekar
- 2005 Trialog – két klarinét, fagott
- 2005 Elegie – gordonka
- 2005 Sonnenfinsternis – részletek az operából, négy énekhangra és kamarazenekarra
- 2006 Gespräch mit Diogenes (Beszélgetés Diogenésszel) – kamarazenekar
- 2006 Divertimento sereno – klarinét, vonószenekar
- 2006 Két Kosztolányi-dal – ének, zongora
- 2007 Möwen über dem Ozean (Sirályok az óceán fölött) – három dallamhangszerre
- 2007 Der Hutmacher (A kalaposmester) – opera Thomas Bernhard novellája alapján
- 2007 Novellette No. 7 – basszusklarinét (2008-ban új változat)
- 2008 Troika – két klarinét, fagott
- 2008 Fidelis servus et prudens – vegyeskarra
- 2009–2010 Két dal Georg Trakl verseire (1. Helian, 2. Verfall) – szoprán, zongora
- 2009 In girum imus nocte – zongorára
- 2009 Fabula – kürt
- 2010 Novellette No. 7 – trombitára
- 2010 Két Heine-dal (1. Fromme Warnung, 2. Fragen)
- 2010 Praeludium – két fuvolára
- 2011 Ave Maria – szoprán, zongora
- 2012 Epigraph – in memoriam Zoltán Gyöngyössy – fuvolára

## Diszkográfia (kivonat)
- 1997 Kortárs magyar zene fagottra és zongorára  Hungaroton HCD 31725 – közreműködő
- 1999 Sári József: Láncolatok  BMC Records BMC CD 019 – saját
- 1999 Sári József: Időmalom – avagy a kánon művészete  Fonó Records FA-053-2 – saját
- 1999 Sári József: Kérdések Hillélhez  Hungaroton HCD 31857 – saját
- 1999 Solos – XX. századi magyar kompozíciók szóló fuvolára  Hungaroton HCD 31785 – közreműködő
- 2001 Kortárs magyar kórusművek  Hungaroton HCD 31956 – közreműködő
- 2002 Kurtág, Szőllősy, Sáry, Serei, Sári, Gyöngyössy  BMC Records BMC CD 074 – közreműködő
- 2002 Dervistánc  BMC Records BMC CD 059 – közreműködő